# Верхнее Кожухово
Верхнее Ко́жухово — деревня в Павловском районе Нижегородской области. Входит в состав городского поселения город Горбатов.

## История
- В Верхнем Кожухове, в августе 2008 года, режиссёр Никита Михалков снимал фильм Утомленные солнцем 2. Жители деревни Верхнее Кожухово, приняли участие в массовочных сценах. Кроме этого была построена церковь, которую по сценарию немцы во время войны взорвали.[3]

## Население
| 2002 | 2010 |
| ---- | ---- |
| 17   | ↘7   |

### Национальный состав
Согласно результатам переписи 2002 года, в национальной структуре населения русские составляли 100 % из 17 чел.

## Инфраструктура
Личное подсобное хозяйство.

## Транспорт
Стоит на автодороге 22Н-3104 «Ворсма — Горбатов». Остановка общественного транспорта «Верхнее Кожухово».